# Сюжетные ошибки на почтовых марках
Сюже́тные оши́бки на почто́вых ма́рках — совокупность ошибок, вызванных человеческим фактором, то есть имеющих отношение к сюжету и/или дизайну официально выпущенных в обращение почтовых марок.
Сюжетные ошибки могут появляться на этапе создания рисунка почтовой марки по вине художника, гравёра, а также почтового чиновника, почтового ведомства в целом или государственных ведомств, некорректно сформулировавших первым задание или не проследивших за его надлежащим выполнением. Большинство сюжетных ошибок вызвано невнимательностью — речь идёт о путанице с изображаемыми персонами и сопутствующими сюжетами, неверном отображении границ государств на географических картах, использованных в качестве одного из элементов рисунка, ошибочной государственной символике. Иногда, впрочем, последнее делается преднамеренно с целью заявить на определённую территорию свои права или выразить отношение к тому или иному режиму — из-за чего, как правило, возникают скандалы и сопутствующий им коммерческий ажиотаж.

## Классификация
Сюжетные ошибки на почтовых марках следует отличать от остальных подобных их видов — типографских ошибок, ошибок водяного знака, ошибок при надпечатывании, ошибок в сортности и качестве бумаги, ошибок при перфорировании, а также ошибок гуммирования. Сюжетные ошибки обычно подразделяют на следующие категории:
- Ошибки в сюжете рисунка или водяного знака:
  - Несочетаемые элементы:
    - ошибки в хронологической сочетаемости (асинхронность и др.);
    - ошибки в изображении действия физических законов, природных явлений;
    - ошибки в изображении технологических процессов и рукотворных объектов.

  - Недопустимые элементы («политические» и «гуманитарные» ошибки):
    - ошибки, связанные с принадлежностью территорий;
    - ошибки, связанные с государственной и религиозной символикой;
    - ошибки, связанные с персоналиями.

  - Оформительские ошибки.
- Ошибки в надписях или надпечатках (в цифрах, названиях, именах, понятиях):
  - Опечатки, описки, орфографические, пунктуационные ошибки;
  - Смысловые, фактические ошибки.

Ниже приводятся примеры наиболее известных случаев сюжетных ошибок на почтовых марках.

## Несочетаемые элементы сюжета

### Хронологическая несочетаемость
Сент-Китс и Невис, 1903
На напечатанной в Лондоне первой серии почтовых марок британской колонии Сент-Китс и Невис Христофор Колумб всматривается вдаль, используя подзорную трубу. Между тем она была изобретена лишь более ста лет спустя в 1608 году в Голландии оптиком Гансом Липперсгеем и усовершенствована Галилео Галилеем около 1619 года. Однако британская почта в ответ на претензии разъяснила, что на рисунке имелась в виду не подзорная, а зрительная труба без оптики — а она известна с XV века.
Трудно сказать, насколько при этом почта была искренна: изображённая на марках труба телескопическая, а механизм складывания тоже вряд ли был известен предполагаемому изготовителю — современнику мореплавателя. Однако Великобритания продолжила печатать всё новые и новые выпуски марок для своей колонии с тем же сюжетом. Кроме первого, известны выпуски 1905, 1907—1917, 1920, 1921—1929, 1938—1948, 1950 и 1973 годов, после чего сюжет был, наконец, оставлен в покое.
США, 1925
Была выпущена двухмарочная серия, отмечавшая столетие прибытия в Америку первых поселенцев из Норвегии. На марке в 2 цента изображён корабль, доставивший переселенцев в 1825 году, а на второй, номиналом в 5 центов, — точная копия гокстадского дракара, древнего корабля викингов, к носу и корме которого в знак американо-норвежской дружбы приделаны государственные флаги Норвегии и США. Эта копия корабля была спущена на воду в Христиании (Осло) и приплыла в Чикаго в 1893 году на Всемирную выставку, посвящённую 400-летию открытия Америки Колумбом.
Южная Африка, 1926
На однопенсовой почтовой марке вместо корабля «Дромедарис», на котором Ян ван Рибек впервые высадился на мысе Доброй Надежды в 1652 году, изображёно голландское военное 24-пушечное судно гораздо более поздних времён, его модель находится в Новом музее в Претории. Кроме того, так как город Кейптаун «смотрит» на северо-северо-восток, солнце в изображённом пейзаже должно находиться напротив вершины Столовой горы, если оно заходит, и вообще вне этой картины, если оно восходит.
Польша, 1937
На почтовой марке номиналом в 1 злотый, посвящённой 150-летию конституции Соединенных Штатов Америки, изображены Джордж Вашингтон, Томас Пейн и Тадеуш Костюшко. Художник почтовой марки В. Боратинский изобразил Вашингтона держащим флаг США. На этом флаге 48 звёзд, а не 13, как должно было быть в те времена.
Южная Африка, 1952
На марке номиналом в 1 шиллинг (Sc #119) из серии, посвящённой 300-летию высадки Яна ван Рибека на мысе Доброй Надежды в 1652 году он изображён в шляпе и одежде, которые вошли в моду в Голландии только с 1658 года. Нижняя половина его плаща, однако, скроена по английской моде времён Кромвеля. В руке у него длинная трость, а не короткий жезл командора. Два солдата по левую сторону одеты в униформу на полстолетия ранее высадки. А переносимый ими флаг Голландии явно велик по размеру в сравнении с обычными голландскими флагами того времени.
Соломоновы Острова, 1975
На рождественском трёхмарочном почтовом блоке Соломоновых Островов (Sc #295a) изображены библейские сцены — и в том числе мечети с минаретами, чего во время рождения Христа, то есть за шесть веков до возникновения ислама, быть не могло.
Уоллис и Футуна, 1992
На 100-франковой авиапочтовой марке Уоллис и Футуна, посвящённой Всемирной выставке почтовых марок по колумбовой тематике в Чикаго, изображён Христофор Колумб — и снова с подзорной трубой и глобусом. Подзорная труба была изобретена более чем век спустя.
Упоминания о воплощениях идеи глобуса встречаются с античных времён, но самый старый из дошедших до нас сделан Мартином Бехаймом из Нюрнберга как раз в год экспедиции Колумба (1492-й) — и этот глобус первый, о котором мы знаем достаточно, чтобы предположить адекватность его свойств. То есть маловероятно, что мореплаватель хоть раз в жизни видел нечто похожее на изображённый на марке глобус. Правда, марка лишь отражает изображённое на картинах галереи Палаццо Россо в Генуе.
Куба, 2000
На выпущенной к 35-летию боевых акций Че Гевары в Конго почтовой марке Кубы номиналом в 65 сентаво оказалась изображена карта не ДР Конго, бывшего Бельгийского Конго со столицей в Киншасе, а соседней с ним Республики Конго, бывшей французской колонии Среднее Конго со столицей в Браззавиле, где Че Гевары не было.

### Ошибки в отображении естественных явлений и процессов
США, 1893
В широко известной серии, посвящённой высадке Христофора Колумба в Америке, на одноцентовой почтовой марке Колумб, только что увидевший впереди своего корабля землю, чисто выбрит. Тем не менее на соседней двухцентовой марке серии он же сходит на эту землю с окладистой бородой.
Босния и Герцеговина, 1910
В юбилейной серии марок Боснии и Герцеговины, которую австро-венгерские власти этой аннексированной территории посвятили 80-летию императора Франца-Иосифа, на марке номиналом в 40 геллеров с изображением почтового дилижанса-двуколки на двух запряжённых в него лошадей приходится всего шесть, максимум семь ног.
Чехословакия, 1918
На серии первых марок Чехословакии чешским художником Альфонсом Мухой были изображены пражские Градчаны и находящееся за ними яркое солнце. Художник ошибся, желая аллегорически показать восходящее солнце, символизирующее независимость новой республики от Австро-Венгрии: в таком ракурсе оно не может ни всходить, ни заходить, поскольку показан вид на север. Из-за этого марки были позже переизданы просто с подсвеченными Градчанами, без диска солнца.
Филиппины, 1932
В серии из семи марок с филиппинскими пейзажами, выпущенной США для этого колониального владения, на марке номиналом в 18 сентаво, где, согласно надписи, должен был находиться рисунок водопада Пагсанхан в Лагуне-де-Бай в центральной части острова Лусон, вместо него оказался водопад Вернал, достопримечательность Йосемитского национального парка в Калифорнии, США. Он был перерисован художником с одной из многочисленных туристических открыток. Ныне эта марка в негашёном виде оценивается в US$25, в то время как её соседки по серии идут лишь по ¢40—65.
Монако, 1947
В честь Международной филателистической выставки в Нью-Йорке, посвящённой 100-летию американских почтовых марок, была выпущена серия почтовых марок Монако. На 50-франковой марке художник Пьер Гандон изобразил президента США Франклина Рузвельта, одного из самых известных филателистов мира, с его коллекцией марок. В правой руке президента большая лупа, с её помощью он внимательно рассматривает марку и свою левую кисть руки — а на последней шесть пальцев. Художник Гандон не обратил внимания, что из-за игры света и тени на фотографии, послужившей прототипом марки, действительно можно обнаружить «лишний» палец, и перенёс его на марку.
Канада, 1947
На выпущенной к 80-летию Канадской конфедерации четырёхцентовой почтовой марке Канады на поднятой правой руке юноши, символизирующего молодого канадского гражданина, всего четыре пальца, причём средний явно отрублен.
Бельгийское Конго, 1949
На четырёхфранковой почтовой марке Бельгийского Конго, выпущенной к 75-летию Всемирного почтового союза, изображены земной шар и парусный фрегат. Флаги на верхних концах трёх его мачт и на бизань-гафеле развеваются в противоположные стороны.
Япония, 1949
Вздымающаяся юбка фигуристки на льду демонстрирует, что она выполняет изящную левую обратную спираль. Однако оставленный ею след однозначно показывает, что она при этом одновременно совершает движение вперёд. Серия марок Японии посвящена 4-м национальным атлетическим соревнованиям, марка 5 иен репрезентует фигурное катание в японском городе Сува.
Ботсвана, 1986
В серии почтовых марок Ботсваны, посвящённой комете Галлея, эта комета, изображённая пролетающей над различными частями страны, имеет гигантские размеры. А при пролёте над городком Тамага она делает вираж в вечернем небе, разворачиваясь практически на 180° и оставляя за собой толстый белый след на манер авиалайнера. Одиночная марка, посвященная 10-летию со дня построения телескопа Академии наук СССР. Комета, изображенная на фоне обсерватории, движется против всех законов физики, пролетая над землей по несвойственной ей траектории. Марки других стран и дат выпуска содержат иное изображение направления движения данного небесного тела относительно Земли, где ядро и хвост кометы показаны правильно.

### Ошибки в отображении технологий и рукотворных объектов
Франция, 1903
Стандартный выпуск Франции с изображением аллегории сеятельницы (позднее «Камея Сеятельница»), выходивший с 1903 года десятки лет, содержит сюжетную ошибку: судя по развевающейся одежде и волосам, женщина сеет против ветра.
Германия, 1934
В серии почтовых марок Третьего рейха на марке 3 + 2 пфеннига, изображающей арийского бизнесмена за работой, в его правой руке находится трубка телефона без провода.
Люксембург, 1935
В большой почтово-благотворительной серии Люксембурга, продававшейся по двойной цене с разницей в пользу международного Фонда поддержки интеллигенции, на 15-сантимовой марке изображён журналист, читающий свежий экземпляр газеты. Её название («Journal des…»), однако, оказалось на последней странице (то есть сзади). При этом слово «Редакция» на той же марке художник правильно отобразил зеркально на стекле двери.
Южная Африка, 1949
Почтовая марка номиналом в 1,5 пенса, изданная в честь столетней годовщины прибытия первых британских поселенцев в Наталь на бриге «Странник» (англ. Wanderer), изображает это судно, однако, не с двумя, а с тремя мачтами. Кроме того, маяк на Блуффе (Дурбан), судя по рисунку, должен быть никак не меньше 200 метров высотой.
Италия, 1956
На почтовой марке Италии, приуроченной к 50-летию со дня открытия Симплонского туннеля в Альпах, был допущен ряд ошибок. Туннель предназначен только для составов на электрической тяге, а на марке из него выезжает паровоз, причём по левой колее, хотя должен был по правой. На марке два облицованных портала, однако к открытию был готов лишь один — и не тот, из которого выходит поезд. Второй же был введён в строй лишь спустя 17 лет. Дорога, идущая на марке слева от туннеля, в реальности проходит справа, а едущая по ней почтовая карета там не курсировала, её маршрут проходил через перевал Сен-Готард, причём рисунок кареты художник А. Фрайлих целиком позаимствовал из чужой работы, выдав за свою, за что ему грозили санкции почтового ведомства.
При разборе ошибок, впрочем, выяснилось, что источником сюжета марки послужила любительская фотография служебного испытания туннеля. На ней и в самом деле изображён паровоз, в единственный раз в истории туннеля проследовавший по «неправильному» левому пути. Так или иначе, описываемая итальянская почтовая марка неофициально считается[кем?] чемпионом по количеству ошибок.
Италия, 1957
На почтовой марке Италии номиналом в 25 лир, посвящённой агитации за соблюдение правил дорожного движения, над перекрещивающимися дорогами изображён светофор. Красный свет у него внизу, что выглядит непривычно по современным меркам (правда, в те годы такие светофоры существовали в некоторых странах).
Польша, 1963
На выпущенной ко Дню марки 60-грошевой почтовой миниатюре Польши была помещена репродукция картины Владислава Чахорского «Любовное письмо». В её левом верхнем углу изображены старинные часы. На их циферблате нет цифры XI, а цифра XII повторяется дважды. Кроме того, первая из них неестественно смещена вправо-вверх: гравёр стремился уместить её на марке полностью.
Румыния, 1964
На марке Румынии, посвящённой лыжному отдыху на высокогорной базе Пояна-Брашов, изображён подъёмник, где в открытой одноместной кабине находятся сразу два лыжника, причём оба без каких-либо страховочных приспособлений.
Франция, 1964
На 30-сантимовой почтовой марке, посвящённой 50-й годовщине сражения на Марне, пехотинцы, организованно передвигаясь в колонне, прикладывают свои ружья к левому плечу, что запрещено воинскими уставами страны.
Фолклендские острова, 1964
В серии почтовых марок, выпущенной к полувековой годовщине битвы за Фолкленды (1914), на 6-пенсовой марке ошибочно изображено судно HMS Glasgow с марки номиналом в 2½ пенса из той же серии. На его месте должен быть HMS Kent. Тираж марки был немедленно допечатан с правильным военным кораблём, однако, по предположениям почты Великобритании, в продажу всё-таки успел попасть один лист из 60 марок с ошибкой. Он был куплен неназванным марочным дилером из США, не заметившим ошибки. До настоящего времени выявлено 17 экземпляров. Каталог «Скотт» в 2003 году оценивал шестипенсовый «Глазго» в 15 000 долларов США. В 2004 году один из них был продан за £24,000, в 2005 году другой оценивался в SF29 000. Нормальный экземпляр с изображением HMS Kent при этом идёт по US$1,10.
Бельгия, 1965
На бельгийской почтовой марке, посвящённой популяризации юношеской филателии, изображён фрагмент настенной росписи брюссельского почтамта, выполненной Ж. Э. ван ден Бюше, где «отец почтовой марки» Роуленд Хилл (см. «Чёрный пенни»), показывая детям свой марочный альбом, берёт марку пальцами, чего делать нельзя. Кроме того, в его альбоме марки расклеены на соседних страницах и неизбежно будут испорчены от соприкосновения друг с другом, в то время оборотные страницы альбомов оставляли чистыми (современный двусторонний альбом для марок с прозрачными кармашками получил распространение позднее).
Территория Папуа — Новая Гвинея, 1969
На посвящённой Третьим Южнотихоокеанским играм почтовой марке Территории Папуа — Новая Гвинея в 5 центов изображена плывущая к гористому острову спортивная парусная яхта — без руля и штурвала.
Западный Берлин, 1973
В западноберлинской серии, посвящённой берлинскому городскому транспорту, на почтовой марке номиналом в 40 пфеннигов изображён двухэтажный автобус 1925 года выпуска, у которого однозначно не хватает левого переднего колеса.
Монголия, 1997
На почтовой марке Монголии, выпущенной 5 декабря 1997 года (Mi #2696), паровоз ИС (на марке окрашен в зелёный цвет и обозначен как FDp) художником М. Галтом изображен с сюжетной ошибкой — с пятью движущими осями, как у паровоза ФД (тип 1-5-1).
США, 2010
С 2010 года в почтовое обращение страны поступили «вечные» марки, на которых была запечатлена статуя Свободы в Нью-Йорке. Однако, как потом выяснилось, прототипом для марки послужила фотография копии статуи Свободы, воздвигнутой в Лас-Вегасе, у гостиницы-казино «Нью-Йорк, Нью-Йорк», и имеющей некоторые отличия в сравнении с оригиналом. Несмотря на обнаруженную ошибку, стандартная марка была оставлена в обращении.

## Недопустимые элементы сюжета

### Принадлежность территорий
Венесуэла, 1896
На пятимарочной серии Венесуэлы, выпущенной в июле 1896 года тиражом в 4 млн экземпляров к 80-летию со дня смерти генералиссимуса Венесуэльской республики и борца за освобождение Америки Франсиско Миранды, за отсутствием портрета героя была изображена географическая карта северо-восточной части страны, причём западная часть соседней Британской Гвианы была включена на ней в состав Венесуэлы. Британцы считали границей реку Ориноко, Венесуэла — реку Эссекибо. Английская территория на венесуэльских марках названа Британской Гвианой, а венесуэльская Венесуэльской Гвианой. Внизу был дан текст: «Апофеоз Миранды» (исп. «Apoteosis de Miranda»). В ответ на возмущение этими марками из Лондона Венесуэла принесла официальные извинения за ошибку художника и в ноябре того же года изъяла их. Впрочем, вскоре большая часть ошибочно «захваченной» на марке территории оказалась в итоге всё-таки у Венесуэлы, а на остальную (примерно 60 % нынешней Гайаны) Венесуэла претендует до сих пор, обозначая её как zona en reclamacion (см., например, ряд марок (Sc #С1035, 1056, 1247, 1400, 1427) и т. д., 1971, 1973, 1981, 1987, 1988 годы и т. д.).
Доминиканская Республика, 1900
На изображённой на серии почтовых марок Доминиканской Республики (Sc #111—119) географической карте граница между ней и Гаити дана западнее реальной. Под угрозой Гаити начать военные действия почта Доминиканы была вынуждена изъять тираж. В 1929 году обе державы одновременно выпустили почтовые марки с географическими картами своего общего острова Эспаньола, на которых граница была согласована.
Парагвай и Боливия, 1927—1935
Ещё в 1924 году на марках Парагвая северо-восточная граница между ним и соседней Боливией не была точно определена и не обозначалась (см. марку (Sc #254)). Однако уже в 1927 году Парагвай выпустил марку, где его граница проходила севернее плато Гран-Чако, отсекая последнее, таким образом, от Боливии (см. марку (Sc #292)). Боливия в ответ с 1928 года стала почти ежегодно заказывать в типографии American Bank Note Company и выпускать аналогичные марки с картой, где границы страны были отодвинуты к югу, а сама пограничная область названа «Боливийское Чако». В 1932 году Парагвай ответил серией своих почтовых марок (см. марку (Sc #323)), где не только присоединил Гран-Чако к себе, заодно ещё больше расширив его территорию и назвав «Северное Чако Парагвая» (El Chaco Boreal del Paraguay), но и снабдил лозунгом «Было, есть и будет (парагвайским)» (Ha sido, es y será).
Обмен марочными «залпами» проходил на фоне разворачивавшегося территориального конфликта, в котором выпуск марок был оригинальным пропагандистским средством. В результате конфликта вспыхнула Чакская война, закончившаяся только в 1938 году подписанием мирного договора и победой Парагвая, правда, потерявшего на ней 20 % населения, зато получившего примерно 72 % спорного Гран-Чако, что составило около трети его нынешней территории. Последний выпуск марок Боливии с «Боливианским Чако» датируется 1935 годом (Sc #220). Примечательно, что сам по себе предмет разногласий — пустынная и почти не заселённая земля. Однако там в начале 1930-х годов производилось разведочное бурение, показывавшее наличие больших запасов нефти. Агрессия Парагвая была инспирирована британо-голландской нефтяной компанией «Шелл», а за спиной Боливии стояла американская нефтяная компания «Стандард Ойл». Прогнозы о наличии нефти в Гран-Чако не подтвердились. Парагвай и поныне вынужден её импортировать.
Гондурас и Никарагуа, 1935—1960
Похожий конфликт вокруг приграничной территории развернулся в первой половине XX века между двумя центральноамериканскими государствами — Гондурасом и Никарагуа. Обе стороны несколько раз использовали почтовые марки, чтобы заявить свои территориальные претензии. Конфликт был разрешён международным судом в 1960 году в пользу Гондураса.
Южная Африка, 1959
На почтовой марке номиналом в 3 пенса, посвящённой Южноафриканской национальной антарктической экспедиции, изображён глобус, на котором территория Южной Африки выделена оранжевым цветом. А заодно в этот же цвет выкрашены не только Намибия, тогда — бывшая подмандатная территория ЮАС, но и Ботсвана, Лесото и часть Южной Родезии.
Италия, 1961
По случаю официального визита президента Италии Джованни Гронки в Уругвай, Аргентину и Перу 4 апреля 1961 года была выпущена серия из трёх марок, изображающая президентский самолёт над Атлантикой, перелетающий из Италии в соответствующую страну (170 лир — Аргентину, 185 лир — Уругвай и 205 лир — Перу). Марки были в тот же день представлены послам этих стран в Риме. Посол Перу, однако, выразил в ответ официальный протест. Оказалось, что ряд перуанских территорий в Амазонии художник ошибочно отдал соседней Бразилии, что заметно сократило видимую на марке территорию Перу. Италия возлагала большие надежды на президентский визит, рассчитывая подписать в Южной Америке большое количество важных экономических соглашений и деловых контрактов, поэтому бракованный тираж был немедленно отозван, художник марки Роберто Мура (итал. Roberto Mura) за одну ночь изменил рисунок, марка была допечатана в исправленном виде (в серо-чёрной гамме вместо первоначальной розово-сиреневой) и уже через два дня (6 апреля, в день отлёта Гронки) поступила в продажу. Ныне каталожная цена «Розовой Гронки» 1500 долларов США, в то время как исправленный вариант идёт по девять.
КНР, 1968
На почтовой марке номиналом в 8 фэней изображены ликующие трудящиеся с транспарантами, над ними карта Китая и лозунг «Вся страна красного цвета!» Однако вскоре после выпуска (марка печаталась в Кантоне) обнаружилось, что художнику не хватило красной краски на остров Тайвань, где, по совпадению, как раз укрылись гоминьдановцы. Марка была срочно, уже через полдня после выхода в свет, изъята из продажи с формулировкой китайских властей: «В связи с отсутствием изображений архипелагов Сиша и Наньша» (Парасельские острова и часть Гуанчжоу). Тираж был уничтожен и отпечатан заново в исправленном виде. Сейчас первый выпуск оценивается каталогами в 15 000 долларов США, второй (Sc #999a) идёт по US$55. Судьба исполнителя долгое время была неизвестна.
Аннулированная марка с картографической «ошибкой» была куплена на одном из аукционов по самой высокой стоимости среди проданных в 2009 году редких марок мира. Покупатель выложил за неё US$474 800 На аукционных торгах присутствовал и автор марки — художник Ван Вэй Шэн, который заявил, что в своё время боялся наказания за свою ошибку.

### Ошибки в символике
Южная Корея, 1951
В большой серии из 42 почтовых марок, выпущенной в знак благодарности к странам-членам ООН, участвовавшим в Корейской войне и отстоявшим независимость Южной Кореи (по две 500-воновых марки для каждой страны), в числе прочих участниц представлена и Италия (Sc #154 и 155). Однако эта страна на тот момент не была членом ООН и в конфликте участия не приняла.
СССР, 1958
На посвящённой Совещанию министров связи социалистических стран в Москве советской почтовой марке среди многочисленных государственных флагов стран-участниц есть флаг Чехословакии с перепутанными цветами — белая полоса внизу, красная вверху. Благодаря оперативной реакции чехословацких представителей ошибка была быстро замечена, марки изъяты из обращения и заменены исправленным выпуском (Sc #2067а). Остался непрояснённым другой вопрос: чей именно флаг нарисован слева, ниже монгольского. Он отдалённо напоминает северокорейский.
Великобритания, 1969
В британской трёхмарочной серии, выпущенной в честь первого полёта сверхзвукового самолёта «Конкорд» совместного британо-французского производства на марке номиналом в 9 пенсов в левом верхнем углу помещены французский и британский государственные флаги. Британский напечатан правильно, а цвета французского — в обратном порядке. Ошибку так и не исправили.
Франция, 1972
На почтовой марке, посвящённой битве за Аркольский мост, одному из известнейших эпизодов итальянского похода Наполеона, художник Альбер Декарис запечатлел момент, когда 30-летний генерал Бонапарт, командующий французской армией, под градом австрийских пуль и картечи со знаменем в руке личным примером увлекает за собой пехотинцев и занимает мост. Однако из рисунка следует, что в руке Бонапарта трёхцветный флаг Франции, — между тем в действительности он нёс боевое знамя 5-го пехотного полка, не имевшее с триколором ничего общего.
Камерун, 1978
На почтовой марке, посвящённой государственному визиту в эту страну президента Франции Валери Жискар д'Эстена, позади головы президента Камеруна Ахмадю Ахиджо был изображён флаг этой страны. Жёлтая звезда на флаге ошибочно помещена не на ту сторону и не на ту полосу. Ошибка была исправлена на дополнительном выпуске этой марки в следующем 1979 году. Каталог «Скотт» об этом ничего не знает.
США, 1989
На авиапочтовой марке, посвящённой двухсотлетию Великой французской революции, аллегорически изображающей её девиз «Свобода, равенство, братство», цвета республиканского французского флага даны в обратном порядке. Хотя в тот период порядок цветов не был жёстко регламентирован (это было сделано лишь Наполеоном Бонапартом).

### Несоблюдение обычаев
Англо-Египетский Судан, 1898
Известная серия почтовых марок Англо-Египетского Судана с изображением почтальона на бегущем верблюде, отпечатанная в Лондоне, первоначально была выпущена со стандартным водяным знаком в виде цветка лотоса по центру. Это едва не вызвало восстание местного мусульманского населения, истолковавшего его крестообразную форму как надругательство над исламом. Тираж был срочно изъят и заменён на аналогичный, но с водяным знаком в виде звёзд и полумесяцев.
Пакистан, 1948
На первых стандартных сериях почтовых марок Пакистана был изображён серп убывающей луны, что, по местным обычаям, является знаком несчастья. В результате эти марки почти не пользовались спросом и были целиком переизданы. На последующих выпусках (1952, 1956 и далее) изображён серп нарождающейся луны.
США, 1981
В августе 1981 года в рамках общенациональной антиалкогольной кампании массовым тиражом была выпущена почтовая марка, дизайн которой представлял собой её слоган — «Алкоголизм. Ты можешь его побороть!» (англ. Alcoholism. You can beat it!). Но вскоре после выпуска выяснилось, что население избегает её покупать: благодаря неочевидной сюжетной ошибке маркой фактически невозможно пользоваться по прямому назначению, так как на конверте она выглядит как оскорбление адресата, обвиняя его в неумеренном употреблении спиртного. Почтовая служба США спустя несколько месяцев была вынуждена уничтожить остаток тиража, понеся ощутимые убытки.

### Ошибки с персоналиями
Нью-Брансуик, 1860
При переходе канадской британской колонии Нью-Брансуик с двенадцатеричной валютной системы на десятичную местный почтмейстер Чарльзу Коннеллу по распоряжению губернатора разместил заказ на допечатку новой серии марок с изображением королевы Виктории в нью-йоркской American Bank Note Company. Однако на пятицентовой почтовой марке, предназначавшейся для франкировки корреспонденции в пределах Нью-Брансуика, вместо Виктории оказался портрет самого почтмейстера. Это было сочтено оскорблением королевы, и через десять дней Чарльз Коннелл подал в отставку и был принуждён возместить расходы.
Он выкупил весь 500-тысячный тираж за 31 фунт 15 шиллингов. О дальнейшей судьбе тиража ходит несколько легенд. Одна из них утверждает, что Коннелл сжёг листы марок один за другим на лужайке за своим домом в Вудстоке, устроив большое шоу. Другая говорит, что он вручал их беднякам во время благотворительных обедов. По третьей — часть марок получили в наследство две его дочери и раздали своим знакомым. Четвёртая легенда утверждает, что уничтожением скандальной марки занялись сами власти колонии. Сегодня осталось 65 негашёных экземпляров марки Коннелла, рыночная стоимость каждого из них находится в диапазоне от 1600 до 20 900 долларов США (каталог «Скотт» оценивает марку Коннелла в US$6000). Несмотря на то, что после получения тиража Чарльз Коннелл доставил его в почтовые отделения трёх крупнейших городов Нью-Брансуика — Фредериктон, Сент-Джон и Вудсток, — ни одного гашения этой марки до сих пор не выявлено. Предполагают, что она в почтовое обращение так и не поступила, хотя по другим данным период её обращения, всё же, составил пять дней.
Сербия, 1904
После убийства короля Александра (Обреновича V) и перехода власти к конкурировавшей княжеско-королевской Карагеоргиевичей (Караджорджевичей) была выпущена серия сербских марок с изображениями двух портретов — основателя династии Карагеоргия и нового короля Петра I. Вскоре, однако, пришлось изъять эти марки, так как на них обнаружился третий портрет: если смотреть на рисунок в перевёрнутом виде, можно увидеть лицо бывшего монарха Александра. Марки были заказаны парижскому гравёру Л.-Э. Мушону, причём пресса раскопала, что в процессе изготовления заказа мать убитого Александра ездила в Париж и неоднократно встречалась с Мушоном.
Великобритания, 1910
Для замены находившейся в то время в обращении стандартной двухцветной марки номиналом в 2 пенса была выпущена новая двупенсовая марка фиолетового цвета («финикийская слива») с изображением короля Эдуарда VII. Было напечатано 100 тысяч листов (24 000 000 марок) и распределено по почтовым отделениям страны. Запуск марки в обращение планировался единовременно, по израсходовании существовавших запасов старого дизайна. В связи со смертью Эдуарда VII эти планы не были воплощены в жизнь. Весь тираж был уничтожен (есть вероятность, что осталось несколько экземпляров). Единственный случай использования марки — на письме, отправленном тогдашним принцем Уэльским, позднее королём Георгом V, самому себе. Это письмо ныне хранится в Королевской филателистической коллекции и регулярно экспонируется на выставках. В каталоге «Скотт» марка не упоминается: официально она не поступила в обращение, хотя принц Уэльский, используя служебное положение, и доказал обратное.
СССР, 1935
В знаменитой серии авиапочтовых марок, посвящённых лётчикам-спасателям челюскинцев, вышла, в том числе, и марка с изображением С. Леваневского, позднее надпечатанная «Перелёт Москва — Сан-Франциско через Сев. полюс 1935». Художник серии Василий Завьялов не мог заранее знать, что в этом перелёте лётчик погибнет. Однако, в отличие от остальных лётчиков (Ляпидевского, Доронина, Каманина и др.), изображённых на марках этой серии в обрамлении двух лавровых ветвей, символизирующих славу, портрет Леваневского обрамляют лавровая и пальмовая ветви. Последняя нередко знак траура.
Австрия, 1937
К Рождеству вышла почтовая марка номиналом в 12 грошей с изображением знаков Зодиака и вазы с розами. Однако некоторые наблюдатели усмотрели, что её художник В. Дахауэр изобразил с помощью конфигурации лепестков лицо Адольфа Гитлера, агитируя то ли за, то ли против предстоящего аншлюса. Эта марка независимой Австрии стала последней до разгрома Рейха.
Аргентина, 1946
На почтовой марке Аргентины номиналом в 5 сентаво аллегорически изображён процесс принятия присяги президентом страны Хуаном Пероном в ходе своей инаугурации 4 июня 1946 года. Но Перон протягивает из кустов лавра и кладёт на конституцию Аргентины не ту руку.
Саарская область, 1947
В стандартной серии Саарской области сюжет марок номиналами в 15, 16, 20 и 24 пфеннига представлял собой двух металлургов в процессе выплавки у мартена. Но если перевернуть одну из перечисленных марок и приглядеться, то позади второго рабочего можно обнаружить лицо одноглазого Адольфа Гитлера. Что хотел этим сказать художник и хотел ли вообще, неизвестно. Но каталожная цена такой марки более чем вшестеро превосходит соседние марки той же серии.
Австралия, 1947
В серии из трёх марок Австралии, посвящённой 150-летию со дня основания Ньюкасла (Новый Южный Уэльс), на марке номиналом в 2,5 пенса должен был быть изображён исследователь лейтенант Джон Шортленд, открывший реку Хантер, в устье которой был основан город. Однако изображённым лицом оказался отец Шортленда, капитан Джон Шортленд. Марка исправлена не была.
США, 1994
В сцепке почтовых марок «Легенды Запада» за несколько дней перед её официальным выпуском потомки семьи ковбоя Билла Пикетта заметили, что изображённое на соответствующей марке лицо не Билл, а его кузен Бен Пикетт, и выставили почте США претензии, потребовав изъятия брака и переиздания выпуска с исправленным портретом. Почта приняла претензии, однако приблизительно сто серий с ошибкой уже поступили в почтовые отделения. Поэтому, чтобы сбить ажиотаж, была устроена своеобразная лотерея: удовлетворялись 150 тысяч выбранных случайным образом предварительно оплаченных заявок коллекционеров о покупке серии с ошибкой. Остальным желающим оплата возвращалась. Филателистическая пресса, недовольная таким решением, подняла скандал. Однако в итоге первоначальная стоимость миниатюры с ошибкой опустилась с 300 до 150 долларов США, несмотря на прогнозы, что цена поднимется выше пятисот долларов.

## Оформительские ошибки
Таиланд, 1985
На памятной марке Таиланда в честь государственного министра принца Дхани Нивата (1885—1974) цветочная рамка вокруг его портрета на основном варианте (Sc #1126) закручена вправо, а на разновидности (Sc #1126а) — в обратную сторону. Первый вариант котируется каталогами всемеро дороже, а сцепка двух разновидностей впятеро дороже, чем они же по отдельности.
США, 2000
На следующий день после выхода в свет 60-центовой авиапочтовой марки (Sc #C135) с изображением Большого Каньона в штаб-квартиру Почтовой службы США в Вашингтоне позвонил один из сотрудников Национального парка «Большой Каньон». Он сообщил, что пейзаж каньона, нарисованный на марке, дан в зеркальном отображении. Марку из продажи не изымали и не уничтожали, поскольку она была изготовлена повторно, после того как в первоначальной версии на марке уже делали ошибочную подпись к рисунку.

## Ложные сюжетные ошибки
Ньюфаундленд, 1865
На льдине изображён тюлень не с передними ластами, а будто с когтистыми лапами. Вплоть до 1920-х годов считалось, что художник ошибся, однако выяснилось, что на Ньюфаундленде действительно обитает вид гренландских тюленей, у которых передние ласты снабжены пальцами с крупными когтями.
Франция, 1952
На почтовой марке из серии, посвящённой Олимпийским играм в Хельсинки, фехтовальщик орудует левой рукой. По версии французской почты это было нарисовано преднамеренно, с целью увековечить славу Кристиана д’Ориола, завоевавшего в фехтовании на рапирах две золотые медали. Кристиан — левша.
Южная Георгия, 1963
На первой собственной почтовой марке этой приантарктической островной британской колонии Южная Георгия (SG #1) номиналом в полпенса (½d) появился северный олень, ареалом которого является Скандинавия на противоположной стороне Земли. Однако это не ошибка. Десять особей животного были завезены на остров китобоями в 1911 году из Норвегии для разведения ради свежего мяса. Олень прижился, а за полвека даже превратился в настоящий символ заморской территории Южная Георгия и Южные Сандвичевы Острова; он, в частности, изображён на её гербе и флаге.
Правда, с уменьшением постоянного населения Южной Георгии почти до нуля во второй половине XX века на оленей перестали охотиться и, в отсутствие естественных хищников, животные размножились и стали выедать скудную островную растительность и разорять гнездовья. Поэтому в 2012 году властями было принято решение уничтожить трёхтысячное оленье стадо ради спасения экосистемы.

## Примечание
1. ↑  Viking, Gokstadkopien fra 1893 Архивная копия от 2 марта 2011 на Wayback Machine на сайте online.no
2. 1 2  Журнал «Марка». Дата обращения: 6 октября 2007. Архивировано 11 января 2008 года.
3. ↑  President Franklin Roosevelt with His Stamp Collection (англ.). Archival. Creative. Corbis Corporation. — Рузвельт. Фотография-исходник. Дата обращения: 17 ноября 2010. Архивировано 29 февраля 2012 года.
4. ↑  Hamburger Illustrirte, 1930, 26 апреля, № 17. (Цит. по: Горцев П. По газетным и журнальным листам Архивная копия от 14 февраля 2008 на Wayback Machine // Северо-Кавказский коллекционер. — Ростов-на-Дону, 1930. — № 5 (27).) (Дата обращения: 8 сентября 2009)
5. ↑  Обухов Е. Собрание курьезов. Не верь глазам своим // Марка. — 2005? — № ?. — С. ?. (Дата обращения: 18 апреля 2011)
6. ↑  Следует заметить, что нынешнее расположение сигналов светофора было принято Венской конвенцией о дорожном движении в 1968 году, поэтому для изображения на марке 1957 года такое расположение сигналов на светофоре может оказаться нормальным.
7. ↑  См. также обсуждение статьи.
8. ↑  Bigalke, Jay. Statue of Liberty on U.S. stamp is a replica standing outside Las Vegas hotel and casino (англ.). Statue of Liberty. Linn's Stamp News (25 апреля 2011). Дата обращения: 16 апреля 2011. Архивировано 29 февраля 2012 года.
9. ↑  Severson K., Healey M. This Lady Liberty is a Las Vegas teenager Архивная копия от 28 сентября 2011 на Wayback Machine // The New York Times. — 2011. — 14 April. (англ.) (Дата обращения: 2 апреля 2017)
10. ↑  США: как подменили Свободу. Stamplover — Новости мировой филателии (16 апреля 2011). Дата обращения: 16 апреля 2011. Архивировано 13 марта 2016 года.
11. ↑  Nicaragua: stamp feud Архивная копия от 21 декабря 2014 на Wayback Machine // Time Magazine. — 1937. — Sept. 13. (англ.) (Дата обращения: 28 мая 2011)
12. ↑  Honduras — Nicaragua (англ.). Maps on Stamps: Thematic Cartography: Borders and Wars. Dan's Topical Stamps. Дата обращения: 28 мая 2011. Архивировано 29 февраля 2012 года.
13. ↑  Почтовые (марочные) конфликты // Большой филателистический словарь / Н. И. Владинец, Л. И. Ильичёв, И. Я. Левитас  … [и др.]; под общ. ред. Н. И. Владинца и В. А. Якобса. — М. : Радио и связь, 1988. — С. 236. — 40 000 экз. — ISBN 5-256-00175-2. (Дата обращения: 6 июня 2020) Архивированная копия. Дата обращения: 6 июня 2020. Архивировано 18 апреля 2019 года.
14. 1 2  Sundman D. Market review // Official 2011 Blackbook Price Guide to United States Postage Stamps / M. Hudgeons, T. Hudgeons Jr. and T. Hudgeons Sr. — 33rd edn. — New York: House of Collectibles, Random House, Inc. — 2010. — P. 8—9. (англ.)
15. ↑  www.cpi.com.cn. Дата обращения: 4 октября 2007. Архивировано 10 декабря 2007 года.
16. ↑  MIGnews. За политически некорректную почтовую марку полмиллиона долларов. Странности (2 ноября 2009). — Rokfeller.Ru. Дата обращения: 11 апреля 2011. Архивировано из оригинала 29 февраля 2012 года.
17. ↑  Ошибки художников. Ошибки на марках. Филателист.ru. Дата обращения: 30 июля 2010. Архивировано 17 октября 2012 года.
18. ↑  Давыдов П. Г. Виктория Ганноверская. Знаменитые люди: Персоналии почты и филателии. Смоленск: Мир м@рок; Союз филателистов России (25 октября 2009). Дата обращения: 15 февраля 2011. Архивировано 4 ноября 2012 года.
19. ↑  Давыдов П. Г. Георг V Виндзор. Знаменитые люди / Персоналии почты и филателии. Мир м@рок; Союз филателистов России (25 октября 2009). Дата обращения: 15 февраля 2011. Архивировано 29 марта 2019 года.
20. ↑  См. подробности в статье Ошибки в надписях на почтовых марках.
21. ↑  Пахомов А. Невезучий Большой Каньон // Эхо планеты. — 2000. — № 8. — Февраль.
22. ↑  Aeschliman, David H. Newfoundland Stamps. Issues of 1865—1897. Collecting: British North America: Stamps. Stamp-Collecting-World.com. Дата обращения: 2 февраля 2015. Архивировано 21 января 2015 года.
23. ↑  Род гренландские тюлени Pagophilus. Рыбная академия: Энциклопедии: Биоресурсы: Млекопитающие: Классификация: Отряд Ластоногие (Pinnidia). InterNevod: Информационно-производственный комплекс. Дата обращения: 2 февраля 2015. Архивировано 7 января 2015 года.
24. ↑  Harp Seal (Pagophilus groenlandicus) (англ.). Species: Marine Mammals: Pinnipeds. NOAA: National Marine Fisheries Service: Office of Protected Resources. — Гренландский тюлень. Дата обращения: 2 февраля 2015. Архивировано 21 декабря 2014 года.
25. ↑  Экологи приговорили к уничтожению стадо северных оленей в Антарктике Архивная копия от 8 декабря 2015 на Wayback Machine. — РИА «Новости». — 2013. — 10 января.